# Harper (Texas)
Harper è un census-designated place degli Stati Uniti d'America situato nella contea di Gillespie dello Stato del Texas.
La popolazione era di 1 192 persone al censimento del 2010.

## Storia
Il 15 dicembre 1847 fu presentata una petizione per la creazione della contea di Gillespie, che venne creata nel 1848, dalle contee di Bexar e di Travis. I primi residenti bianchi furono le famiglie di Eli McDonald e di Matthew Taylor, nel 1863. Nell'agosto del 1864 i nativi americani Kiowa uccisero due membri della famiglia McDonald e ne rapirono altri cinque: l'episodio è ricordato da un'iscrizione sul lato sud della U.S. Highway 290.
Un ufficio postale vi fu istituito nel 1883 da George Franklin Harper, dal quale la città prese il suo nome.
Nel 1985 la città serviva un'ampia area con fattorie ed aveva sei chiese, una stazione di pompieri, un servizio di ambulanze, una scuola pubblica e quartieri residenziali. Entro il 2000 la popolazione dell'area superò i 1 000 abitanti.

## Geografia fisica
Harper è situata a 30°18′04″N 99°14′36″W (30.301009, -99.243326), circa 76 miglia (122 chilometri) a nord ovest di San Antonio e 90 miglia (140 km) a ovest di Austin.
Secondo lo United States Census Bureau, ha un'area totale di 56,6 miglia quadrate (147 km²).

## Società

### Evoluzione demografica
Secondo il censimento del 2000, c'erano 1 006 persone, 417 nuclei familiari e 293 famiglie residenti nella città. La densità di popolazione era di 17,8 persone per miglio quadrato (6,9/km²). C'erano 536 unità abitative a una densità media di 9,5 per miglio quadrato (3,7/km²). La composizione etnica della città era formata dal 95,73% di bianchi, lo 0,10% di afroamericani, lo 0,80% di nativi americani, lo 0,10% di asiatici, il 2,39% di altre razze, e lo 0,89% di due o più etnie. Ispanici o latinos di qualunque razza erano il 4,97% della popolazione.
C'erano 417 nuclei familiari di cui il 30,5% aveva figli di età inferiore ai 18 anni, il 62,4% erano coppie sposate conviventi, il 6,2% aveva un capofamiglia femmina senza marito, e il 29,5% erano non-famiglie. Il 27,1% di tutti i nuclei familiari erano individuali e il 13,4% aveva componenti con un'età di 65 anni o più che vivevano da soli. Il numero di componenti medio di un nucleo familiare era di 2,41 e quello di una famiglia era di 2,93.
La popolazione era composta dal 25,0% di persone sotto i 18 anni, il 4,8% di persone dai 18 ai 24 anni, il 24,6% di persone dai 25 ai 44 anni, il 27,5% di persone dai 45 ai 64 anni, e il 18,2% di persone di 65 anni o più. L'età media era di 41 anni. Per ogni 100 femmine c'erano 93,5 maschi. Per ogni 100 femmine dai 18 anni in giù, c'erano 93,1 maschi.
Il reddito medio di un nucleo familiare era di 31.776 dollari, e quello di una famiglia era di 39.013 dollari. I maschi avevano un reddito medio di 26.900 dollari contro i 23.421 dollari delle femmine. Il reddito pro capite era di 15.318 dollari. Circa il 10,8% delle famiglie e il 17,3% della popolazione erano sotto la soglia di povertà, incluso il 22,5% di persone sotto i 18 anni e il 10,7% di persone di 65 anni o più.